# Slavník
Slavník († 18. März 981 in Libice nad Cidlinou) war ein Adliger aus dem Geschlecht der Slavnikiden.

## Leben
Slavník gilt in der allgemeinen Geschichtsschreibung als der Gründer des nach ihm benannten Geschlechts der Slavnikiden. Allerdings wird in den zeitgenössischen Quellen über Slavník kaum berichtet, die meisten Informationen stammen aus der Chronica Boemorum des Chronisten Cosmas von Prag.
Es gibt jedoch Indizien über diese Person, die die Schilderungen Cosmas bestätigen. So soll er ein reicher und mächtiger Regent gewesen sein. Dass er eine hohe Stellung innehatte, zeigen die gefundenen Münzen, in denen er als „Dux“ (Herzog) bezeichnet wird und dass er seinen Söhnen ein aufwändiges Studium in Magdeburg ermöglichte. Allerdings geht die Geschichtsforschung davon aus, dass er keine gleichwertige herrschende Stellung neben den Přemysliden in Böhmen hatte, da zu seiner Zeit nur Boleslav II. als Herrscher Böhmens anerkannt war.
Slavnik soll mit den Přemysliden verwandt gewesen sein, nach Bruno von Querfurt auch mit den Liudolfingern. Eine Verwandtschaft mit den Fürsten von Zlicko wird ebenfalls angenommen.
Slavnik war mit Střezislava, der Schwester von Wenzel von Böhmen und Boleslav I. aus dem Geschlecht der Přemysliden, verheiratet. Einer seiner unehelichen Söhne war Gaudentius, der spätere Erzbischof von Gnesen, ein anderer Adalbert von Prag.